# Elgérigården

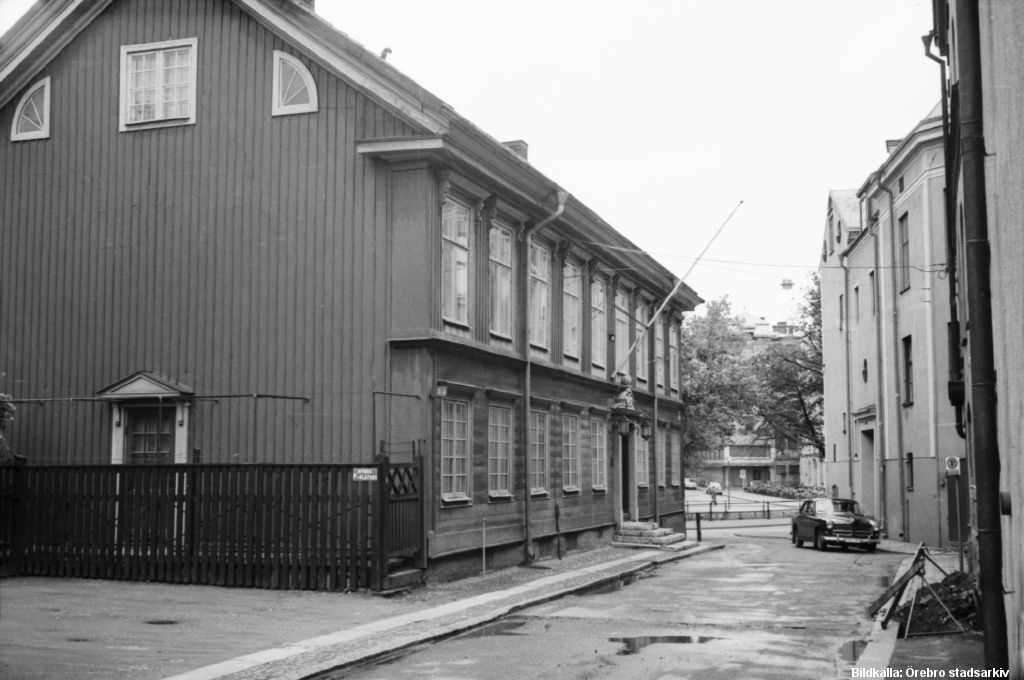
Elgérigården sedd från Ågatan.

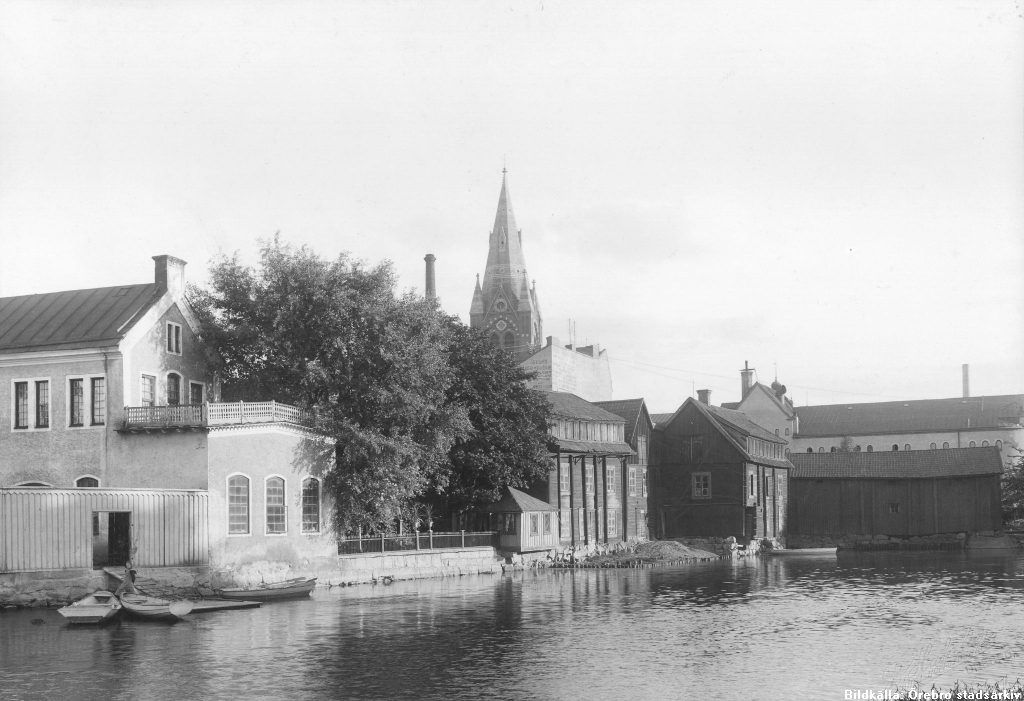
Elgérigården sedd från Svartån. Nikolaikyrkan i bakgrunden. Bilden är tagen före 1901, då Södra Strandgatan anlades. Huset till vänster rymmer idag Teijlers glasmästeri. Utbyggnaden mot ån är dock riven.

Elgérigården är ett privatägt, herrgårdsliknande bostadshus, uppfört i trä i centrala Örebro, byggt på 1830-talet. Det ligger nära Svartån med adressen Ågatan 2. Fasaden fick sin nuvarande utformning på 1850-talet. Huset undgick eldsvådan i Örebro 1854, liksom Fenixhuset, som ligger granne.
Namnet på huset kommer av färgeridirektören Daniel Julius Elgérus (1817-1903) som ägde och bodde i huset. Daniel Elgérus dotterson var Hjalmar Bergman som i sin roman En döds memoarer från 1918 anses ha använt Elgérigården som förebild till "biskopsgården".
Huset invid Elgérigården inrymde förr en del av det färgeri som Elgérus drev. Där finns idag Teijlers glasmästeri. På innergården (begränsad av Elgérigården och glasmästeriet) ses ännu den gröna fontän som Hjalmar Bergman skildrade i En döds memoarer.
Elgérigården har åsatts högsta bevarandevärde i den kulturhistoriska genomgång som gjordes på 1970-talet.